# Malo (islas Salomón)
Malo es una pequeña isla de las islas Salomón. Pertenece a las islas Santa Cruz en la provincia de Temotu, y se encuentra a un kilómetro al noroeste de la isla Nendö.